# Pitcairnia samuelssonii
Pitcairnia samuelssonii är en gräsväxtart som beskrevs av Lyman Bradford Smith. Pitcairnia samuelssonii ingår i släktet Pitcairnia och familjen Bromeliaceae. Inga underarter finns listade i Catalogue of Life.